# Züünkhangai
Züünkhangai är ett distrikt i Mongoliet.   Det ligger i provinsen Uvs, i den västra delen av landet, 800 km väster om huvudstaden Ulaanbaatar.